# Province ultramarine
Les provinces ultramarines, ou provinces d'outre-mer, sont des divisions administratives du Portugal désignant ses colonies. Ce statut est utilisé de 1946 à 1976 dans un principe pluricontinental. L'Inde portugaise est la première à l'obtenir, avant qu'il ne soit généralisé à l'ensemble des colonies portugaises en 1951. Il perdure jusqu'au milieu des années 1970, où la plupart de celles-ci proclament leur indépendance ou sont annexées par des pays voisins.

## Historique

### Instauration du terme
Les premières apparitions du terme de « province ultramarine » datent du XIXe siècle. Durant le régime de l'Estado Novo, établi en 1933, il devient conforme à l'idée du pluricontinentalisme, qui considère le Portugal non pas comme un empire colonial mais comme un État-nation réparti sur différents continents et où les colonies n'existent pas,,. Les enclaves portugaises en Inde (alors sous domination britannique) sont les premières à être officiellement désignées sous ce nom, à partir du 18 décembre 1946. Les autres colonies, situées en Afrique, en Asie et en Océanie, deviennent des provinces ultramarines le 11 juin 1951,,, à l'exception du Fort Saint-Jean-Baptiste-d'Ajuda, situé au sein de la colonie française du Dahomey (futur Bénin).
Le changement est acté par une modification de la constitution, présentée par le président du Conseil des ministres António de Oliveira Salazar et acceptée par le Parlement. Elle intègre un Acte colonial (en) révisé, où la terminologie relative aux colonies est corrigée, de façon à présenter le Portugal comme une « nation pluricontinentale » une et indivisible. Le pays abandonne ainsi la qualification d'« Empire colonial portugais ». Ces actions permettent de plaire à la communauté internationale et de contourner les critiques des Nations unies sur son colonialisme, tout en ne respectant pas le droit des peuples à disposer d'eux-mêmes demandé par la Charte de San Francisco,. En parallèle, le ministère des Colonies (pt) devient ministère de l'Outre-mer (pt).

### Perte des colonies
En 1954, les possessions en Asie Dadra et Nagar Haveli sont annexés par l'Inde (indépendante depuis sept ans) après le soulèvement d'indépendantistes locaux. L'Opération Vijay lancée par l'armée indienne en 1961 permet la conquête des derniers comptoirs portugais : l'île Anjidiv, Goa, Daman et Diu (qui comprend Simbor (en)). Cependant, le Portugal continue de revendiquer sa souveraineté sur ces territoires.
La classification perdure jusqu'à la fin de la dictature en 1974, survenue grâce à la révolution des Œillets et aux guerres d'indépendance du Mozambique et de l'Angola.  Une décolonisation progressive est enclenchée par le pouvoir révolutionnaire et les annexions indiennes sont reconnues. Les différentes colonies africaines prennent leur autonomie puis leur indépendance entre septembre 1974 et novembre 1975 sous les noms de république populaire d'Angola, république du Cap-Vert, république de Guinée-Bissau, république populaire du Mozambique et république démocratique de Sao Tomé-et-Principe,,,. La république démocratique du Timor oriental proclame son indépendance en novembre 1975, mais l'Indonésie l'envahit et l'annexe le mois suivant. Seul le comptoir de Macao reste sous domination portugaise, à contrecœur du Portugal qui voulait le léguer à la Chine, pays frontalier et premier possesseur du territoire. Il devient un « territoire chinois sous administration portugaise » en février 1976, avant d'être finalement rétrocédé à la Chine en 1999,.

## Provinces

### Liste des provinces

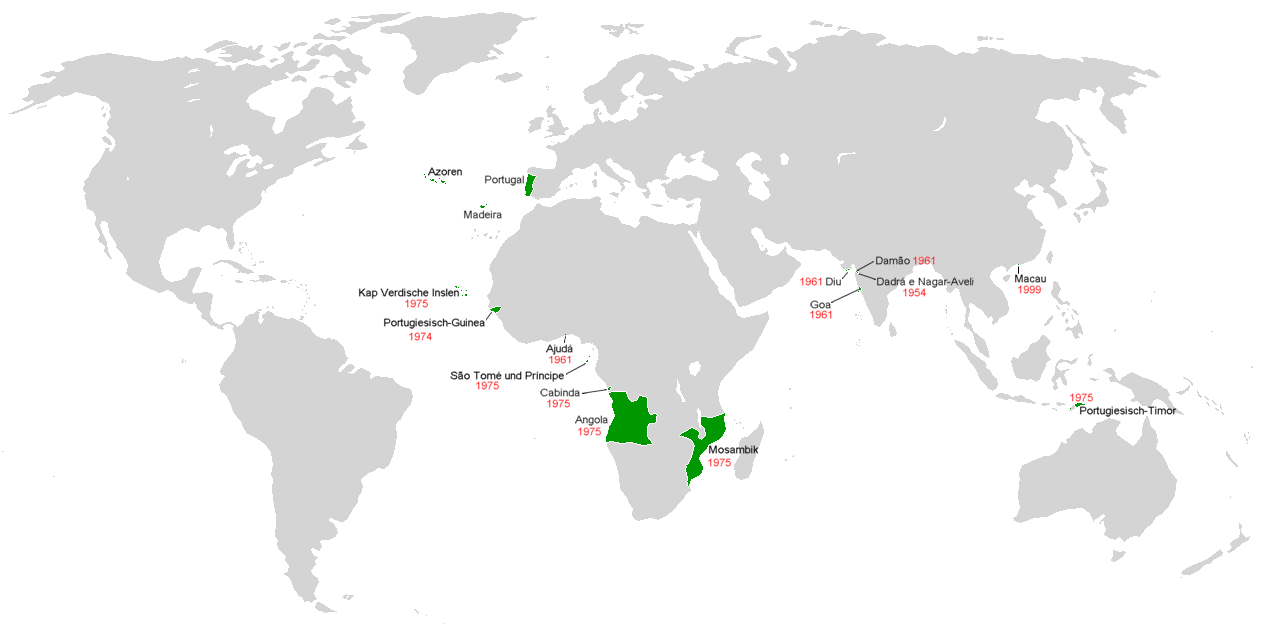
Carte de l'Empire colonial portugais au début du XXe siècle.

Les provinces ultramarines portugaises en Afrique.

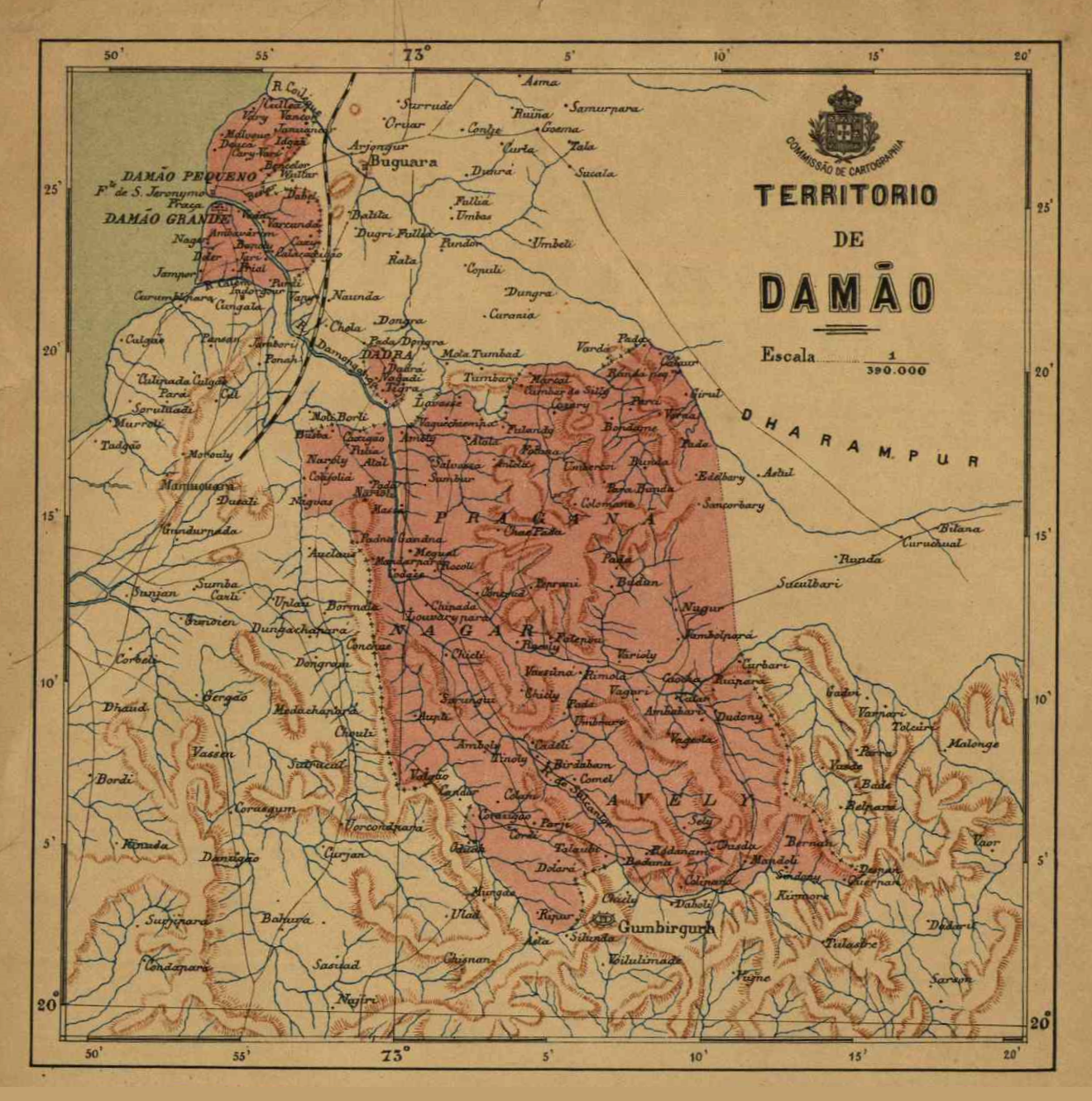
Carte de Daman, Dadra et Nagar Haveli (de haut en bas), datant d'avant 1910.

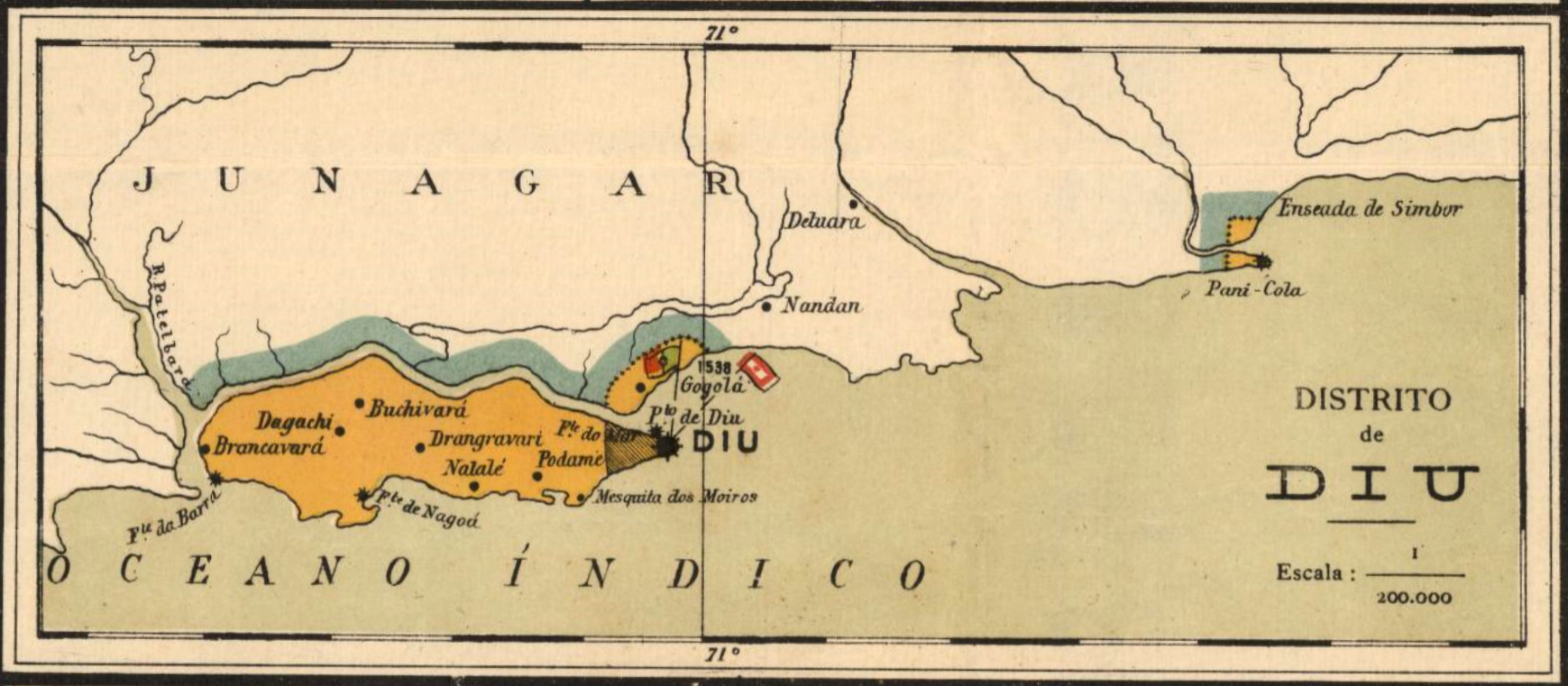
Carte des années 1920 centrée sur Diu. À l'Est, l'exclave Simbor qui lui est rattachée.

Les provinces ultramarines sont au nombre de huit en 1951, et réparties sur trois continents. La province de l'Inde portugaise est divisée en plusieurs comptoirs, annexés à des périodes différentes.
| Nom                  | Localisation                                                             | Début            | Fin                                                     | Statuts futurs |
| -------------------- | ------------------------------------------------------------------------ | ---------------- | ------------------------------------------------------- | --- |
| Angola               | Carte de localisation de l'Angola sur le continent africain.             | 11 juin 1951     | 11 novembre 1975                                        | République populaire d'Angola |
| Cap-Vert             | Carte de localisation du Cap-Vert sur le continent africain.             | 11 juin 1951     | 19 décembre 1974                                        | République du Cap-Vert (autonomie) |
| Cap-Vert             | Carte de localisation du Cap-Vert sur le continent africain.             | 11 juin 1951     | 5 juillet 1975                                          | République du Cap-Vert |
| Guinée               | Carte de localisation de la Guinée sur le continent africain.            | 11 juin 1951     | 10 décembre 1974                                        | République de Guinée-Bissau |
| Inde                 | Carte de localisation des comptoires portugais en Inde.                  | 18 décembre 1946 | 2 août 1954 (de facto, Dadra et Nagar Haveli)           | Voir tableau détaillé ( Inde) |
| Inde                 | Carte de localisation des comptoires portugais en Inde.                  | 18 décembre 1946 | 19 décembre 1961 (de facto, Anjidiv, Daman, Diu et Goa) | Voir tableau détaillé ( Inde) |
| Inde                 | Carte de localisation des comptoires portugais en Inde.                  | 18 décembre 1946 | 31 décembre 1974 (de jure)                              | Voir tableau détaillé ( Inde) |
| Macao                | Carte de localisation de Macao en Chine.                                 | 11 juin 1951     | 17 février 1976                                         | Territoire chinois sous administration portugaise |
| Macao                | Carte de localisation de Macao en Chine.                                 | 11 juin 1951     | 20 décembre 1999                                        | Région administrative spéciale de Macao de la République populaire de Chine ( Chine)                                                                          |
| Mozambique           | Carte de localisation du Mozambique sur le continent africain.           | 11 juin 1951     | 20 septembre 1974                                       | Administration locale |
| Mozambique           | Carte de localisation du Mozambique sur le continent africain.           | 11 juin 1951     | 15 juin 1975                                            | République populaire du Mozambique |
| Sao Tomé-et-Principe | Carte de localisation de Sao Tomé-et-Principe sur le continent africain. | 11 juin 1951     | 21 décembre 1974                                        | Province autonome de Sao Tomé-et-Principe |
| Sao Tomé-et-Principe | Carte de localisation de Sao Tomé-et-Principe sur le continent africain. | 11 juin 1951     | 12 juillet 1975                                         | République démocratique de Sao Tomé-et-Principe |
| Timor                | Carte de localisation du Timor oriental sur le continent africain.       | 11 juin 1951     | 28 novembre 1975                                        | République démocratique du Timor oriental (annexion par l' Indonésie en 1976, devient la province Timor oriental avant de retrouver son indépendance en 2002) |

### Possessions en Inde
| Nom                   | Localisation                                            | Début            | Fin                                                    | Statuts futurs |
| --------------------- | ------------------------------------------------------- | ---------------- | ------------------------------------------------------ | --- |
| Anjidiv               |                                                         | 18 décembre 1946 | 19 décembre 1961 (de facto) 31 décembre 1974 (de jure) | Territoire de la commune de Canacona (en) ( Inde), située au sein de Goa, Daman et Diu puis de Goa                          |
| Dadra et Nagar Haveli | Carte de localisation de Dadra et Nagar Haveli en Inde. | 18 décembre 1946 | 2 août 1954 (de facto) 31 décembre 1974 (de jure)      | 1954 : Administration libre de Dadra et Nagar Haveli ( Inde)                                                                |
| Dadra et Nagar Haveli | Carte de localisation de Dadra et Nagar Haveli en Inde. | 18 décembre 1946 | 2 août 1954 (de facto) 31 décembre 1974 (de jure)      | 1961 : Territoire de l'Union de Dadra et Nagar Haveli 2020 : Territoire de l'Union de Dadra et Nagar Haveli et Daman et Diu |
| Daman et Diu          | Carte de localisation de Daman et Diu en Inde.          | 18 décembre 1946 | 19 décembre 1961 (de facto) 31 décembre 1974 (de jure) | 1961 : Territoire de l'Union de Goa, Daman et Diu ( Inde)                                                                   |
| Daman et Diu          | Carte de localisation de Daman et Diu en Inde.          | 18 décembre 1946 | 19 décembre 1961 (de facto) 31 décembre 1974 (de jure) | 1987 : Territoire de l'Union Daman et Diu 2020 : Territoire de l'Union de Dadra et Nagar Haveli et Daman et Diu             |
| Goa                   | Carte de localisation de Goa en Inde.                   | 18 décembre 1946 | 19 décembre 1961 (de facto) 31 décembre 1974 (de jure) | 1961 : Territoire de l'Union de Goa, Daman et Diu ( Inde)                                                                   |
| Goa                   | Carte de localisation de Goa en Inde.                   | 18 décembre 1946 | 19 décembre 1961 (de facto) 31 décembre 1974 (de jure) | 1987 : État de Goa |